# Denis Lawson
Denis Stamper Lawson (Crieff, Perthshire, 27 de setembre de 1947) és un actor i director escocès. És conegut per interpretar a John Jarndyce en l'adaptació de Bleak House de la BBC. Quan era jove per fer el paper de Wedge Antilles a la triologia original de Star Wars.

## Filmografia

### Pel·lícules
| Any  | Títol                                     | Paper             | Notes |
| ---- | ----------------------------------------- | ----------------- | ----- |
| 2011 | Perfect Sense                             | Restaurant Owner  |       |
| 2006 | Dolls                                     | Monsieur Nicholas | Curt  |
| 2001 | Leonard                                   | Leonard           | Curt  |
| 1996 | Cervellini fritti impanati                |                   |       |
| 1988 | The Zip                                   | Eric              | Curt  |
| 1984 | The Chain                                 | Keith             |       |
| 1983 | Un personatge genial (Local Hero)         | Gordon Urquhart   |       |
| 1983 | Star Wars episodi VI: El retorn del Jedi  | Wedge Antilles    |       |
| 1983 | Bitter Cherry                             |                   | Curt  |
| 1980 | Star Wars episodi V: L'Imperi contraataca | Wedge Antilles    |       |
| 1977 | Providence                                |                   |       |
| 1977 | Star Wars episodi IV: Una nova esperança  | Wedge Antilles    |       |

### Televisió
| Any(s)    | Títol                                          | Paper                          | Notes                                                                        |
| --------- | ---------------------------------------------- | ------------------------------ | ---------------------------------------------------------------------------- |
| 2012      | New Tricks                                     | DI Steve McAndrew              |                                                                              |
| 2011      | Candy Cabs                                     | Kenny Ho                       |                                                                              |
| 2011      | Marchlands                                     | Robert Bowen                   |                                                                              |
| 2011      | Hustle                                         | Benny                          | 1 capítol: temporada 7, capítol 4                                            |
| 2010      | Just William                                   | Headmaster                     |                                                                              |
| 2010      | Above Their Station                            | Chief Constable Keith Boone    |                                                                              |
| 2009      | Mister Eleven                                  | Len                            |                                                                              |
| 2009      | No Holds Bard                                  | Miekel                         |                                                                              |
| 2009      | Enid                                           | Kenneth Darrell Waters         |                                                                              |
| 2009      | Breaking the Mould - The Story of Penicillin   | Alexander Fleming              |                                                                              |
| 2009      | Criminal Justice                               | DCI Bill Faber                 |                                                                              |
| 2009      | Law and Order:UK                               | Philip Woodleigh               | 1 capítol: "Sacrifice"                                                       |
| 2008      | The Passion                                    | Annas                          | capitols 1-3                                                                 |
| 2008      | Mumbai Calling                                 | Phillip Glass                  |                                                                              |
| 2007      | Robin Hood                                     | Xèrif de Winchester            | 1 capítol: "For England!"                                                    |
| 2007      | Jekyll                                         | Peter Syme                     |                                                                              |
| 2007      | Marple                                         | Leo Argyle                     | 1 episode: "Ordeal By Innocence"                                             |
| 2006      | Dalziel and Pascoe                             | John Barron                    | 2 episodes: "The Cave Woman", Parts 1 and 2                                  |
| 2006      | The Thieving Headmistress                      | Father Plunkett                |                                                                              |
| 2006      | Feel the Force                                 | Gordon Campbell                |                                                                              |
| 2005      | Bleak House                                    | John Jarndyce                  | Nominació − Primetime Emmy al millor actor secundari en minisèrie o telefilm |
| 2005      | Sensitive Skin                                 | Al Jackson                     |                                                                              |
| 2003      | Lucky Jim                                      | Julius Gore-Urquat             |                                                                              |
| 2003      | A World in Arms                                | narrador                       |                                                                              |
| 2003      | The Ride                                       | Tommy                          |                                                                              |
| 2002–2004 | Holby City                                     | Tom Campbell-Gore              |                                                                              |
| 2001      | The Fabulous Bagel Boys                        | DI Morris Rose                 | TV film                                                                      |
| 2000      | Other People's Children                        | Tom                            | Temporada 1, capítols 2 i 3                                                  |
| 1999      | Bob Martin                                     | Greg                           |                                                                              |
| 1998      | The Round Tower                                | Arthur Brett                   |                                                                              |
| 1998      | The Ambassador                                 | John Stone                     |                                                                              |
| 1998      | Hornblower                                     | Capità 'Dreadnought' Foster    | 1 capítol: "The Examination for Lieutenant"                                  |
| 1998      | Cold Feet                                      | Alex Welch                     | 1 capítol                                                                    |
| 1996      | A Royal Scandal                                | Henry Brougham                 |                                                                              |
| 1997      | Pie in the Sky                                 | Nick Spencer                   | 1 capítol                                                                    |
| 1996      | Tales from the Crypt                           | Frank                          |                                                                              |
| 1992      | Natural Lies                                   | James Towne                    |                                                                              |
| 1992      | Screen One; Born Kicking                       | Victor Grace                   |                                                                              |
| 1992      | El C.I.D.                                      |                                | 1 capítol: "My Brother's Keeper"                                             |
| 1991      | Bejewelled                                     | Alistair                       |                                                                              |
| 1990      | Boon                                           | James Marian                   | 1 capítol: "Bully Boys"                                                      |
| 1989      | The Justice Game                               | Dominic Rossi                  |                                                                              |
| 1989      | Screen One; One Way Out                        | Bernard                        |                                                                              |
| 1987      | Love After Lunch                               | Miles                          |                                                                              |
| 1986      | Dead Head                                      | Eddie Cass                     |                                                                              |
| 1986      | Kit Curran                                     | Kit Curran                     |                                                                              |
| 1985      | That Uncertain Feeling                         | John Aneurin Lewis             |                                                                              |
| 1985      | Victoria Wood As Seen On TV                    | Phiilip and Singer             | 2 caítol                                                                     |
| 1984      | The Kit Curran Radio Show                      | Kit Curran                     |                                                                              |
| 1983      | Bergerac                                       | Giroux                         | 1 capítol: "Miracle Every Week"                                              |
| 1982      | Crown Court                                    | John Dickens                   | 1 capítol: "Talking to the Enemy"                                            |
| 1980      | The Good Companions                            | Albert Tuggridge               | 2 capítols: "Stumbling Chronicles" "In Which We Meet the Company"            |
| 1980      | If Winter Comes                                |                                |                                                                              |
| 1980      | Play for Today: The Flipside of Dominick Hide  | Felix                          |                                                                              |
| 1979      | Diary of a Nobody                              | Frank Mutlar                   |                                                                              |
| 1978      | Play of the Week: Fearless Frank               | Ernest Dowson/Prof Byron Smith |                                                                              |
| 1978      | Armchair Thriller: The Girl Who Walked Quickly | David Cooper                   |                                                                              |
| 1977      | The Man in the Iron Mask                       | Claude                         |                                                                              |
| 1977      | Rock Follies of '77                            | Ken Church                     |                                                                              |
| 1977      | Seven Faces of Woman                           | Jerome                         | 1 episode: "She: Anxious Anne"                                               |
| 1977      | Providence                                     | Dave Woodford                  |                                                                              |
| 1976      | Play for Today; The Jumping Bean Bag           | Snare                          |                                                                              |
| 1975      | Rock Follies                                   | Ken Church                     |                                                                              |
| 1975      | Survivors                                      | Norman                         | 1 capítol: "The Future Hour"                                                 |
| 1974      | Ms or Jill and Jack                            | Jerry                          |                                                                              |
| 1973      | Beryl's Lot                                    | Peter Jaret                    | 1 capítol: "Getting Up"                                                      |
| 1973      | The Merchant of Venice                         | Launcelot Gobbo                |                                                                              |
| 1969      | Dr. Finlay's Casebook                          | Andy Donald                    | 1 capítol: "Action, Dr. Cameron"                                             |